# Llista de monuments de la Torre de Cabdella
Llista de monuments de la Torre de Cabdella inclosos en l'Inventari del Patrimoni Arquitectònic Català per al municipi de la Torre de Cabdella (Pallars Jussà). Inclou els inscrits en el Registre de Béns Culturals d'Interès Nacional (BCIN) amb la classificació de monuments històrics, els Béns Culturals d'Interès Local (BCIL) de caràcter immoble i la resta de béns arquitectònics integrants del patrimoni cultural català.
| Monument                                                        | Protecció    | Estil/època                          | Localització                                                 | Coordenades                                          | Codi?         | Imatge |
| --------------------------------------------------------------- | ------------ | ------------------------------------ | ------------------------------------------------------------ | ---------------------------------------------------- | ------------- | --- |
| Església de Sant Martí de la Torre, o de Ballmoll               | BCIN 404-MH  | Romànic XI-XII                       | La Torre de Cabdella                                         | 42° 24′ 47″ N, 0° 58′ 43″ E / 42.413049°N,0.978636°E | RI-51-0012032 | Església de Sant Martí de la Torre (la Torre de Cabdella) · Vegeu més fotos d'aquest monument · Carregueu una nova foto d'aquest monument                         |
| Castell-estaó                                                   | BCIN 1638-MH |                                      | La Torre de Cabdella Castell-estaó                           | 42° 23′ 14″ N, 0° 57′ 15″ E / 42.387172°N,0.954219°E | RI-51-0006510 | Castell-estaó (la Torre de Cabdella) · Vegeu més fotos d'aquest monument · Carregueu una nova foto d'aquest monument                                              |
| Església de Sant Vicenç de Cabdella                             | BCIN 1970-MH | Romànic, gòtic XII, XIV              | La Torre de Cabdella Cabdella                                | 42° 28′ 25″ N, 0° 59′ 29″ E / 42.473511°N,0.991255°E | RI-51-0012122 | Església de Sant Vicenç de Cabdella (la Torre de Cabdella) · Vegeu més fotos d'aquest monument · Carregueu una nova foto d'aquest monument                        |
| Església parroquial de Sant Esteve d'Antist                     | BCIL 2001    | Gòtic, renaixement XVI               | La Torre de Cabdella Antist                                  | 42° 22′ 15″ N, 0° 56′ 53″ E / 42.370785°N,0.948104°E | IPA-19843     | Església parroquial de Sant Esteve d'Antist (la Torre de Cabdella) · Vegeu més fotos d'aquest monument · Carregueu una nova foto d'aquest monument                |
| Església parroquial de Sant Martí                               |              | Obra popular XVIII                   | La Torre de Cabdella Plaça de l'Església                     | 42° 25′ 19″ N, 0° 58′ 58″ E / 42.421851°N,0.982648°E | IPA-25154     | Església parroquial de Sant Martí (la Torre de Cabdella) · Vegeu més fotos d'aquest monument · Carregueu una nova foto d'aquest monument                          |
| Ermita de Sant Pere d'Aiguabella                                |              | Obra popular XVIII                   | La Torre de Cabdella Aiguabella                              | 42° 26′ 33″ N, 0° 59′ 32″ E / 42.442611°N,0.992096°E | IPA-25156     | Ermita de Sant Pere d'Aiguabella (la Torre de Cabdella) · Vegeu més fotos d'aquest monument · Carregueu una nova foto d'aquest monument                           |
| Passos coberts de Guiró o interior del poble de Guiró, o Aguiró |              | Obra popular XVII                    | La Torre de Cabdella Guiró                                   | 42° 23′ 54″ N, 0° 56′ 36″ E / 42.398431°N,0.943422°E | IPA-25157     | Passos coberts del poble de Guiró (la Torre de Cabdella) · Vegeu més fotos d'aquest monument · Carregueu una nova foto d'aquest monument                          |
| Restes d'un casal                                               |              | Obra popular                         | La Torre de Cabdella Antist                                  | 42° 22′ 16″ N, 0° 56′ 53″ E / 42.371173°N,0.948177°E | IPA-25159     | Restes d'un casal (la Torre de Cabdella) · Vegeu més fotos d'aquest monument · Carregueu una nova foto d'aquest monument                                          |
| Església parroquial de Sant Andreu d'Astell                     |              | Obra popular XVII                    | La Torre de Cabdella Astell                                  | 42° 24′ 12″ N, 0° 57′ 54″ E / 42.403412°N,0.964894°E | IPA-25161     | Església parroquial de Sant Andreu d'Astell (la Torre de Cabdella) · Vegeu més fotos d'aquest monument · Carregueu una nova foto d'aquest monument                |
| Església parroquial de Sant Joan Evangelista de Beranui         |              | Obra popular XVII                    | La Torre de Cabdella Beranui                                 | 42° 22′ 28″ N, 0° 58′ 03″ E / 42.374419°N,0.967495°E | IPA-25163     | Església parroquial de Sant Joan Evangelista de Beranui (la Torre de Cabdella) · Vegeu més fotos d'aquest monument · Carregueu una nova foto d'aquest monument    |
| Església de Sant Pere de Castell o de Castell-estaó             |              | Obra popular XVIII                   | La Torre de Cabdella Castell-estaó                           | 42° 23′ 14″ N, 0° 57′ 13″ E / 42.387261°N,0.953557°E | IPA-25165     | Església de Sant Pere de Castell (la Torre de Cabdella) · Vegeu més fotos d'aquest monument · Carregueu una nova foto d'aquest monument                           |
| Central de Cabdella                                             | BCIL 2013    | Obra popular XIX Inici               | La Torre de Cabdella Central de Cabdella                     | 42° 28′ 02″ N, 0° 59′ 29″ E / 42.467085°N,0.991341°E | IPA-25166     | Central de Cabdella (la Torre de Cabdella) · Vegeu més fotos d'aquest monument · Carregueu una nova foto d'aquest monument                                        |
| Ermita de la Mare de Déu del Far                                |              | Obra popular                         | La Torre de Cabdella Espui                                   | 42° 26′ 47″ N, 0° 59′ 02″ E / 42.446268°N,0.983823°E | IPA-25170     | Ermita de la Mare de Déu del Far (la Torre de Cabdella) · Vegeu més fotos d'aquest monument · Carregueu una nova foto d'aquest monument                           |
| Església parroquial de Sant Julià d'Espui                       |              | Romànic XI                           | La Torre de Cabdella Pl. de Sant Julià, Espui                | 42° 27′ 19″ N, 0° 59′ 17″ E / 42.455146°N,0.988123°E | IPA-25171     | Església parroquial de Sant Julià d'Espui (la Torre de Cabdella) · Vegeu més fotos d'aquest monument · Carregueu una nova foto d'aquest monument                  |
| Ermita de Santa Maria d'Espui                                   |              | Obra popular XIX                     | La Torre de Cabdella Cementiri, Espui                        | 42° 27′ 25″ N, 0° 59′ 20″ E / 42.456967°N,0.988961°E | IPA-25172     | Carregueu una nova foto d'aquest monument |
| Ermita de la Mare de Déu del Coll, o de la Mare de Déu de Guiró |              | Obra popular XVII                    | La Torre de Cabdella Guiró                                   | 42° 23′ 48″ N, 0° 56′ 05″ E / 42.396755°N,0.934695°E | IPA-25175     | Ermita de la Mare de Déu del Coll (la Torre de Cabdella) · Vegeu més fotos d'aquest monument · Carregueu una nova foto d'aquest monument                          |
| Església parroquial de Sant Joan Baptista de Guiró              |              | Obra popular, barroc XVII            | La Torre de Cabdella Cementiri, Guiró                        | 42° 23′ 54″ N, 0° 56′ 34″ E / 42.398378°N,0.942731°E | IPA-25176     | Església parroquial de Sant Joan Baptista de Guiró (la Torre de Cabdella) · Vegeu més fotos d'aquest monument · Carregueu una nova foto d'aquest monument         |
| Capella de la Puríssima de Molinos                              |              | Obra popular XX                      | La Torre de Cabdella Molinos                                 | 42° 24′ 14″ N, 0° 58′ 26″ E / 42.403947°N,0.973884°E | IPA-25178     | Carregueu una nova foto d'aquest monument |
| Central hidroelèctrica de Molinos                               |              | Eclecticisme XX Inici                | La Torre de Cabdella Molinos                                 | 42° 24′ 18″ N, 0° 58′ 27″ E / 42.405134°N,0.974271°E | IPA-25179     | Central de Molinos (la Torre de Cabdella) · Vegeu més fotos d'aquest monument · Carregueu una nova foto d'aquest monument                                         |
| Església parroquial de la Mare de Déu del Boix                  |              | Obra popular XVI                     | La Torre de Cabdella Plaça de l'Església, Mont-ros           | 42° 24′ 08″ N, 0° 59′ 12″ E / 42.402242°N,0.986752°E | IPA-25181     | Església parroquial de la Mare de Déu del Boix (la Torre de Cabdella) · Vegeu més fotos d'aquest monument · Carregueu una nova foto d'aquest monument             |
| Capella de Sant Esteve de Mont-ros                              |              | Romànic XI                           | La Torre de Cabdella Mont-ros                                | 42° 24′ 15″ N, 0° 58′ 51″ E / 42.404043°N,0.980971°E | IPA-25182     | Capella de Sant Esteve de Mont-ros (la Torre de Cabdella) · Vegeu més fotos d'aquest monument · Carregueu una nova foto d'aquest monument                         |
| Església de Sant Iscle de Paüls de Flamisell                    |              | Obra popular XVII                    | La Torre de Cabdella Plaça de l'Església, Paüls de Flamisell | 42° 23′ 48″ N, 0° 58′ 57″ E / 42.396782°N,0.982367°E | IPA-25184     | Església de Sant Iscle de Paüls de Flamisell (la Torre de Cabdella) · Vegeu més fotos d'aquest monument · Carregueu una nova foto d'aquest monument               |
| Ermita de Santa Llúcia de Paüls de Flamisell                    |              | Romànic XI-XVII                      | La Torre de Cabdella Paüls de Flamisell                      | 42° 23′ 54″ N, 0° 58′ 43″ E / 42.398313°N,0.978546°E | IPA-25185     | Ermita de Santa Llúcia de Paüls (la Torre de Cabdella) · Vegeu més fotos d'aquest monument · Carregueu una nova foto d'aquest monument                            |
| Santuari de la Mare de Déu de la Plana de Mont-ros              |              | Obra popular XVIII                   | La Torre de Cabdella La Plana de Mont-ros                    | 42° 22′ 56″ N, 0° 57′ 52″ E / 42.382087°N,0.964526°E | IPA-25187     | Santuari de la Mare de Déu de la Plana (la Torre de Cabdella) · Vegeu més fotos d'aquest monument · Carregueu una nova foto d'aquest monument                     |
| Casal a la Plana de Mont-ros                                    |              | Obra popular                         | La Torre de Cabdella La Plana de Mont-ros                    | 42° 22′ 54″ N, 0° 57′ 56″ E / 42.381619°N,0.965443°E | IPA-25188     | Carregueu una nova foto d'aquest monument |
| Església parroquial de Sant Miquel de Pobellà                   |              | Neoclassicisme, obra popular XVIII   | La Torre de Cabdella Plaça de l'Església, Pobellà            | 42° 23′ 53″ N, 0° 59′ 20″ E / 42.398050°N,0.988955°E | IPA-25190     | Església parroquial de Sant Miquel de Pobellà (la Torre de Cabdella) · Vegeu més fotos d'aquest monument · Carregueu una nova foto d'aquest monument              |
| Ermita de Sant Marc                                             |              | Obra popular XVIII                   | La Torre de Cabdella Pobellà                                 | 42° 24′ 00″ N, 0° 59′ 10″ E / 42.400105°N,0.986240°E | IPA-25191     | Ermita de Sant Marc (la Torre de Cabdella) · Vegeu més fotos d'aquest monument · Carregueu una nova foto d'aquest monument                                        |
| Agrupació de pallers                                            |              | Obra popular                         | La Torre de Cabdella Paüls                                   | 42° 23′ 48″ N, 0° 58′ 55″ E / 42.396784°N,0.981978°E | IPA-25192     | Carregueu una nova foto d'aquest monument |
| Casal a la Pobleta de Bellveí                                   |              | Eclecticisme XX Mitjan               | La Torre de Cabdella Pl. Major, la Pobleta de Bellveí        | 42° 20′ 38″ N, 0° 57′ 35″ E / 42.343998°N,0.959743°E | IPA-25194     | Casal a la Pobleta de Bellveí (la Torre de Cabdella) · Vegeu més fotos d'aquest monument · Carregueu una nova foto d'aquest monument                              |
| Església parroquial de Sant Feliu de la Pobleta de Bellveí      |              | Obra popular XIV, XVIII              | La Torre de Cabdella La Pobleta de Bellveí                   | 42° 20′ 41″ N, 0° 57′ 38″ E / 42.344613°N,0.960628°E | IPA-25195     | Església parroquial de Sant Feliu de la Pobleta de Bellveí (la Torre de Cabdella) · Vegeu més fotos d'aquest monument · Carregueu una nova foto d'aquest monument |
| Ermita de Sant Cristau, o Sant Cristòfol d'Obeix                |              | Romànic XI                           | La Torre de Cabdella Oveix                                   | 42° 23′ 42″ N, 0° 57′ 19″ E / 42.395069°N,0.955323°E | IPA-25197     | Ermita de Sant Cristau (la Torre de Cabdella) · Vegeu més fotos d'aquest monument · Carregueu una nova foto d'aquest monument                                     |
| Església parroquial de la Purificació d'Oveix                   |              | Romànic, obra popular XI             | La Torre de Cabdella C. Església, Oveix                      | 42° 23′ 40″ N, 0° 56′ 58″ E / 42.394423°N,0.949439°E | IPA-25198     | Església parroquial de la Purificació d'Oveix (la Torre de Cabdella) · Vegeu més fotos d'aquest monument · Carregueu una nova foto d'aquest monument              |
| Capella de Sant Pere Màrtir de la Masia Beneta                  |              | Romànic XI                           | La Torre de Cabdella Masia Beneta                            | 42° 20′ 09″ N, 0° 56′ 46″ E / 42.335890°N,0.946174°E | IPA-25199     | Carregueu una nova foto d'aquest monument |
| Casa a la plaça Major                                           |              | Eclecticisme, obra popular XIX Final | La Torre de Cabdella Plaça Major, la Pobleta de Bellveí      | 42° 20′ 39″ N, 0° 57′ 36″ E / 42.344270°N,0.960099°E | IPA-36755     | Carregueu una nova foto d'aquest monument |
| Lleteria de la Torre de Cabdella                                |              | Obra popular XX Inici                | La Torre de Cabdella Carrer Major                            | 42° 25′ 18″ N, 0° 58′ 56″ E / 42.421696°N,0.982283°E | IPA-36756     | Lleteria de la Torre de Cabdella · Vegeu més fotos d'aquest monument · Carregueu una nova foto d'aquest monument                                                  |
| Ajuntament                                                      |              | Obra popular XX Inici                | La Torre de Cabdella Carrer Major                            | 42° 25′ 17″ N, 0° 58′ 56″ E / 42.421407°N,0.982213°E | IPA-36757     | Ajuntament (la Torre de Cabdella) · Vegeu més fotos d'aquest monument · Carregueu una nova foto d'aquest monument                                                 |
| Antiga caserna de la Guàrdia Civil                              | BCIL 2010    | Mitjan XX                            | La Torre de Cabdella                                         | 42° 25′ 09″ N, 0° 58′ 55″ E / 42.419159°N,0.981908°E | IPA-39735     | Carregueu una nova foto d'aquest monument |
| Escola de Mont-ros                                              | BCIL 2010    | XX Inici                             | La Torre de Cabdella Mont-ros                                | 42° 24′ 06″ N, 0° 59′ 19″ E / 42.401787°N,0.988510°E | IPA-39736     | Carregueu una nova foto d'aquest monument |
| Hospital de cartró i fusta                                      | BCIL 2019    | XX                                   | La Torre de Cabdella                                         | 42° 28′ 14″ N, 0° 59′ 32″ E / 42.470480°N,0.992258°E | IPA-49400     | Carregueu una nova foto d'aquest monument |